# Колібрі-манго панамський
Колі́брі-ма́нго панамський (Anthracothorax veraguensis) — вид серпокрильцеподібних птахів родини колібрієвих (Trochilidae). Мешкає в Коста-Риці і Панамі. Раніше вважався підвидом зеленогрудого колібрі-манго, однак був визнаний окремим видом.

## Опис

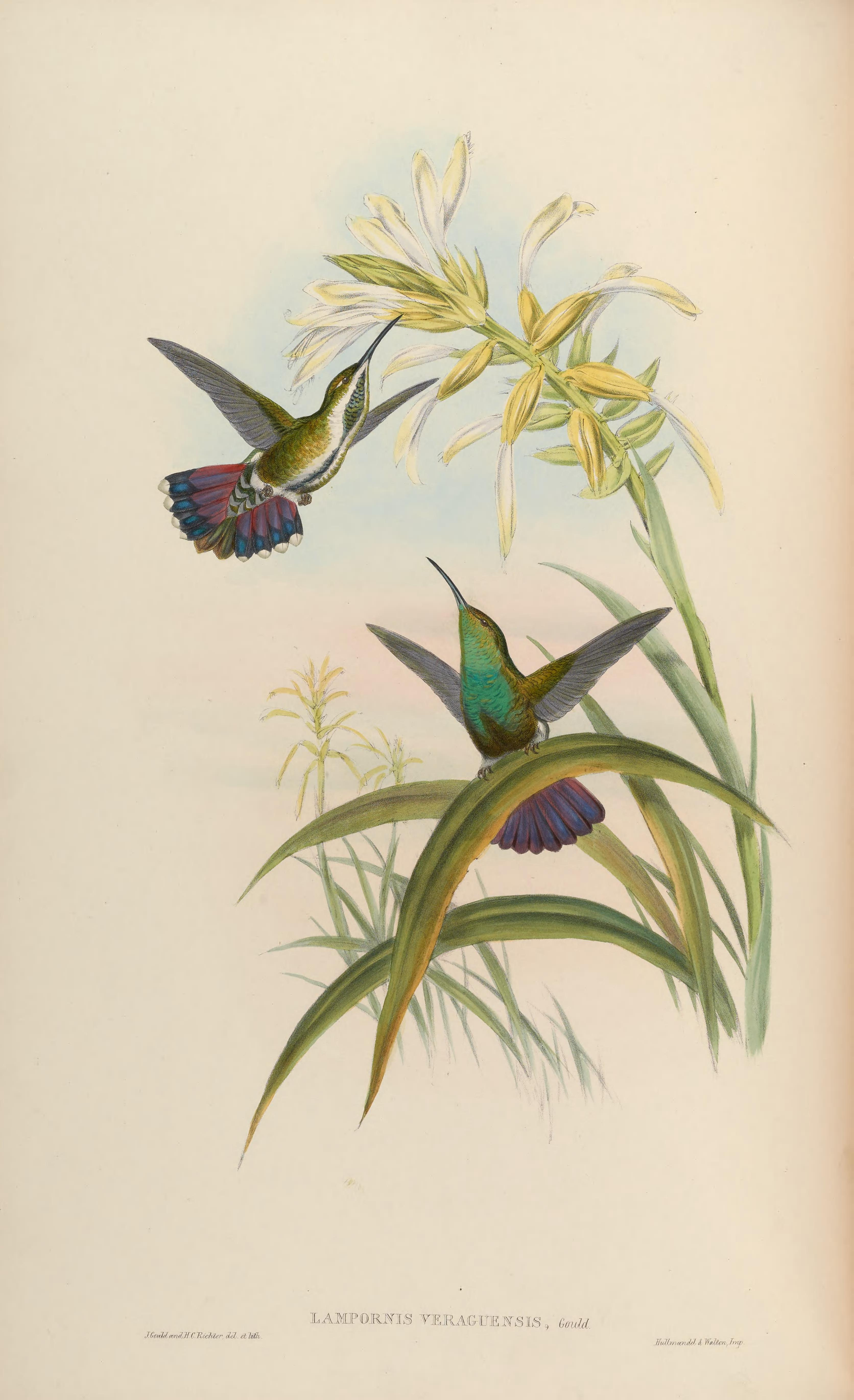
Панамські колібрі-манго

Довжина птаха становить 11—12 см, вага 7 г. У самців верхня частина тіла металево-бронзово-зелена, груди і живіт синюваті. Стернові пера чорні з рудою центральною частиною. Дзьоб темно-сірий або чорний, дещо вигнутий. У самиць верхня частина тіла така ж, як у самців, а нижня частина тіла у них біла з широкою синьо-зеленою або бірюзовою смугою по центру. Забарвлення молодих птахів подібне до забарвлення самиць, однак темна смуга на нижній частині тіла в них має іржасто-коричневі краї.

## Поширення і екологія
Панамські колібрі-манго мешкають на південному заході Коста-Рики, в провінції Пунтаренас і на тихоокеанських схилах західної Панами (на схід до Кокле). Вони живуть на відкритих місцевостях, місцями порослих чагарниками і деревами, на пасовищах і в заростях на берегах річок. Живляться нектаром квітучих чагарників, зокрема з роду Calliandra і дерев, зокрема з родів Erythrina і Inga, а також комахами.